# یاریتاگوا
یاریتاگوا (به اسپانیایی: Yaritagua) یک منطقهٔ مسکونی در ونزوئلا است که در ونزوئلا واقع شده‌است. یاریتاگوا ۵۱۰ کیلومتر مربع مساحت و ۱۲۰٫۰۰۰ نفر جمعیت دارد و ۳۴۰ متر بالاتر از سطح دریا واقع شده‌است.